# Sèvres
Sèvres es una ciudad francesa situada en el departamento de Altos del Sena, en la región de Isla de Francia. Tiene una población estimada, en 2019, de 23 463 habitantes.
Se ubica en el área suburbana suroeste de París, junto a la orilla izquierda del Sena.
Esta ciudad es famosa a nivel mundial en el ámbito científico por estar ubicada en ella la Oficina Internacional de Pesos y Medidas, en la que están depositados el metro y kilogramo patrón.
En ella se encuentran también el Museo Nacional de Cerámica y la Manufacture nationale de Sèvres.
La ciudad es famosa además por el hecho de haberse firmado en ella el tratado de Sèvres el 10 de agosto de 1920, entre el Imperio otomano y la Triple Entente, que marcó la partición del Imperio otomano.

## Manufacture nationale de Sèvres
Es una fábrica de porcelana francesa que inicialmente estuvo en Vincennes y fue trasladada a Sèvres en 1756. Hasta 1800 se fabricaron paralelamente porcelana dura y blanda (moda del fondo de color). A principios del siglo XIX, el dominio progresivo de los colores y el oro permitió realizar decoración pictórica. Durante la segunda mitad del siglo XIX aparecieron nuevas técnicas.

## Demografía
| 2 700 | 2 642 | 2 779 | 3 131 | 4 626 | 3 977 | 4 963 | 4 750 | 5 760 | 6 328 | 6 754 | 7 096 | 6 552 | 6 834 | 7 620 | 6 902 | 7 317 | 8 216 | 8 143 | 9 465 | 11 436 | 14 505 | 15 457 | 15 501 | 15 242 | 17 109 | 20 129 | 20 083 | 21 149 | 20 208 | 21 990 | 22 534 | 23 174 | 23 463 |
| Para los censos de 1962 a 1999 la población legal corresponde a la población sin duplicidades (Fuente: INSEE [Consultar]) |       |       |       |       |       |       |       |       |       |       |       |       |       |       |       |       |       |       |       |        |        |        |        |        |        |        |        |        |        |        |        |        |        |